# Azzedine Alaïa
Azzedine Alaïa (26. února 1935 Tunis – 18. listopadu 2017 Paříž) byl tuniský módní návrhář.
Narodil se do zemědělské rodiny. Datum jeho narození není zcela jisté, neboť během života často o svém věku lhal. Často si též vymýšlel příběhy o svém původu – jednomu novináři například řekl, že jeho matka byla švédskou modelkou. Díky své sestře (dvojčeti) se začal zajímat o francouzskou módu couture. Následně se díky příteli své matky dostal k výtiskům módního časopisu Vogue. Přihlásil se na uměleckou školu v Tunisu, kde studoval sochařství. Vzhledem ke svému nízkému věku musel zalhat, aby byl na školu přijat. Aby mohl studia financovat, živil se jako krejčí.
Roku 1957 se přestěhoval do Paříže, kde zanedlouho začal pracovat pro značku Christian Dior. Později pracoval pro Guye Laroche a Thierryho Muglera. V roce 1996 spolupracoval s výtvarníkem Julianem Schnabelem na šatech vytvořených pro přehlídku Biennale della Moda ve Florencii (Schnabelovy malby byly přímo na šatech). Koncem sedmdesátých let si otevřel vlastní ateliér. Počínaje rokem 2000 spolupracoval se značkou Prada. Mezi jeho klientky patřily například Naomi Campbell, Michelle Obamová a Greta Garbo. Sám uvedl, že módu nedělá proto, že by chtěl být kreativní a tvořit nové věci, ale proto, že má rád ženy a chce „dělat šaty, které je udělají krásné.“